# Sid Meier’s Civilization III: Conquests
Civilization III: Conquests — второе дополнение к компьютерной игре Civilization III, выпущенное в конце 2003 года. Включает в себя предыдущее дополнение — Civilization III: Play the World.

## Особенности
В предыдущем дополнении Play the World вызывала нарекания сетевая игра. Civilization III: Conquests содержит исправленную версию многопользовательского режима с возможностями игры через Интернет, по локальной сети, по электронной почте, или сменяя друг друга на одном компьютере.
В Civilization III: Conquests сделано много исправлений в самой игре, например, бомбардировщики теперь могут топить корабли и полностью уничтожать наземные юниты.
Дополнение также включает:
- Новые чудеса света (в частности, впервые в игре присутствуют все Семь чудес света[1]); чудеса света теперь могут производить юниты;
- 8 новых цивилизаций; ещё одна цивилизация — австрийцы — не включена в стандартную игру, но существует графика для неё, позволяющая с помощью редактора сценариев добавить австрийцев вместо какой-либо из имеющихся цивилизаций;
- 2 новых особенности цивилизаций — мореплавательская (англ. Searfaring) и аграрная (англ. Agrarian);
- 9 сценариев (англ. conquests), которые дали название дополнению; каждый из них привязан к определённым историческим событиям; правила в сценариях существенно изменены;
- 4 новых вида ресурсов;
- 2 новых вида местности — болота и вулканы;
- 2 новых формы правления — феодализм и фашизм.

## Список добавленных цивилизаций
| Цивилизация     | Особенности                          | Изначально доступные технологии  | Уникальный отряд    | Правитель            | Столица         |
| --------------- | ------------------------------------ | -------------------------------- | ------------------- | -------------------- | --------------- |
| Византия        | Научная, мореплавательская           | Обработка бронзы, алфавит        | Дромон              | Феодора              | Константинополь |
| Инки            | Экспансионистская, аграрная          | Гончарное дело, каменная кладка  | Разведчик часки     | Пачакути             | Куско           |
| Майя            | Трудолюбивая, аграрная               | Гончарное дело, каменная кладка  | Метатель дротиков   | Дымчатый Ягуар       | Чичен-Ица       |
| Нидерланды      | Аграрная, мореплавательская          | Гончарное дело, алфавит          | Швейцарский наёмник | Вильгельм Оранский   | Амстердам       |
| Португалия      | Мореплавательская, экспансионистская | Гончарное дело, алфавит          | Каракка             | Генрих-Мореплаватель | Лиссабон        |
| Хатти           | Торговая, экспансионистская          | Алфавит, гончарное дело          | Тройная колесница   | Мурсили I            | Хаттуса         |
| Шумер           | Научная, аграрная                    | Обработка бронзы, гончарное дело | Воин Энкиду         | Гильгамеш            | Ур              |
| Австрия (бонус) | Милитаристская, торговая             | Кодекс воина, каменная кладка    | Гусары              | Карл V               | Вена            |

## Сценарии
В дополнение вошли игровые сценарии или Завоевания (англ. Conquests), которые и дали название игре. Каждый из сценариев охватывает определённое историческое событие, происходившее в определённом регионе
.
- Mesopotamia — Месопотамия Древних времён; игроку предстоит построить как можно больше чудес света.
- Rise of Rome — Возвышение Римской республики.
- Fall of Rome — Падение Западной Римской империи.
- The Middle Ages — Средневековье в Европе.
- Ancient Mesoamerica — Мезоамерика доколумбовской эпохи.
- Age of Discovery — эпоха Великих географических открытий.
- Sengoku: Sword of the Shogun — период Сэнгоку в Японии со второй половины XV до начала XVII века. Несколько кланов вступили в борьбу за верховную власть в Японии.
- Napoleonic Wars — Наполеоновские войны.
- Pacific Theater of World War II — Тихоокеанский театр военных действий Второй мировой войны.

## Критика
| Сводный рейтинг | Сводный рейтинг |
| Агрегатор       | Оценка          |
| --------------- | --------------- |
| GameRankings    | 85,37 %         |

Conquests получила гораздо более тёплые отзывы, чем предыдущее дополнение Play the World, общий рейтинг на Metacritic составил 86/100 на основе 16 рецензий. Рецензент IGN, положительно отметив режим игры сценариев, присудил игре оценку 8,5/10.